# Gare de Saint-Laurent-sur-Sèvre
La gare de Saint-Laurent-sur-Sèvre est une gare ferroviaire française de la ligne de Vouvant - Cezais à Saint-Christophe-du-Bois, située sur le territoire de la commune de Saint-Laurent-sur-Sèvre, dans le département de Vendée en région Pays de la Loire.
La gare sert de lieu de stockage des trains touristiques de l'association du Chemin de Fer de la Vendée.

## Situation ferroviaire
Établie à 159 mètres d'altitude, la gare de Saint-Laurent-sur-Sèvre est située au point kilométrique (PK) 61,957 de la ligne de Vouvant - Cezais à Saint-Christophe-du-Bois, entre les gares de Mortagne-sur-Sèvre et de Chambretaud.

## Histoire
La gare est mise en service 27 juillet 1914 par l'Administration des chemins de fer de l'État.
La gare est fermée en 1939 au service des voyageurs et en 1992 pour le trafic de marchandises.